# Ricardo Catarineu
Ricardo José Catarineu López-Grado (Tarragona, 9 de marzo de 1868-Madrid, 15 de enero de 1915) fue un poeta español.

## Biografía
Ricardo J. Catarineu nace el 9 de marzo de 1868 en Tarragona, de manera circunstancial ya que su padre, ingeniero de caminos madrileño estuvo destinado ocasionalmente en esta ciudad donde la familia residió a lo largo de unos meses. 
Ya adulto nos recordará Ricardo J., que desde bien pequeño intervenía como actor en las funciones teatrales que para los niños se organizaban en los colegios de las diversas capitales españolas por donde vivió la familia en razón de la profesión del padre.
Principia el bachillerato en el Instituto de enseñanza media de Barcelona y, mientras realiza estudios a nivel privado de Literatura General Española, publica con quince años su primer libro de versos cursando el último curso de bachiller (Poesías, Barcelona, 1883). 
El año 1885 contaba Ricardo con diecisiete años; mientras estudia el preparatorio en la Ciudad Condal, publica Silvas otro librito de poesías, editado en Vigo (el padre, gerente de una compañía de ferrocarriles catalanes, trabajaba por estos tramos gallegos; el año 1844 el ingeniero Ricardo Catarineu inaugurará la entrada de la primera locomotora que entra en la estación de Pontevedra).
Ricardo J., que ya ha demostrado una vocación acendrada por las letras, se decanta definitivamente por ellas contraviniendo los deseos del padre, que hubiese deseado un hijo ingeniero y no poeta. Lee y escribe nuestro joven el italiano y el francés correctamente, y se matricula en la Facultad de Filosofía y Letras de Barcelona el curso 1885-86 para revalidar los cursos dedicados a Literatura realizados en centros privados.
Asiste ya a todo tipo de eventos literarios, certámenes y tertulias poéticas con amigos afines. En 1886 Ricardo José se matricula en el primer curso de la Facultad de Derecho de Barcelona. Conoce en ella al portorriqueño José de Diego, un compañero con el que compartirá amoríos adolescentes e inquietudes literarias. Juntos dejaron también en Barcelona una huella literaria: la fundación de un periódico de estudiantes titulado “La Universidad”. De Diego escribe textualmente respecto de su amigo Ricardo
```
                 “era como un hermano mío en la vida estudiantil; juntos fundamos y escribíamos en Barcelona el periódico La Universidad   que circulaba alegremente por los claustros y aulas del severo edificio de la calle de Cortes; juntos íbamos por los cafés, los paseos y los teatros; juntos componíamos nuestros primeros versos y juntos planeamos nuestras futuras vidas”  
```

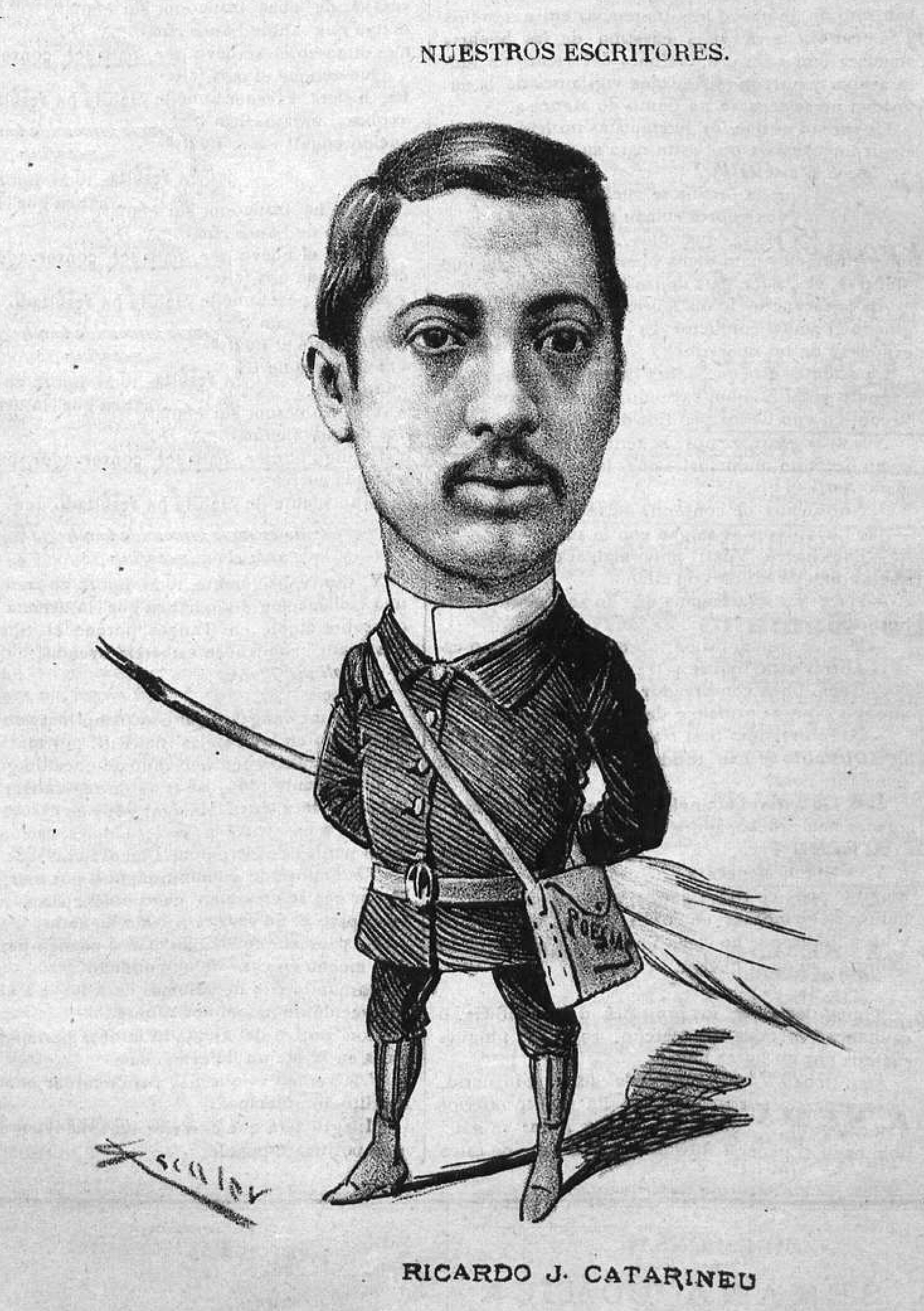
Caricaturizado hacia 1890 por Escaler para La Semana Cómica

Cuando en 1886 Ricardo J. se dispone a iniciar sus estudios en la Facultad de Derecho de Barcelona se vocea por las calles el recién estrenado Diari Catalá. El ambiente de la pujante burguesía catalana, el que se respiraba en la sociedad, entre los amigos de su padre, era favorable ya a ese espíritu de la encarnación de la Renaixença, pero sin excluir a todo aquello que viniese de Europa y entrase por los Pirineos. Un primo de su padre, José Catarineu Alas, comerciante, dueño de la Rao social J. Catarineu, una fábrica textil con géneros para señoras y señoritas, militó desde muy joven en las filas del catalanismo, llegando a ser presidente de la Asociació Popular Catalanista, secretario de la Lliga de Catalunya, y redactor de La Nació catalana. Posibilidades por tanto de conectar con el catalanismo no faltaron a nuestro Ricardo J. Catarineu a lo largo de sus estudios en Barcelona. . Por el contrario, se interesa Ricardo por los autores franceses de la época, y traduce poemas sueltos de Jean Rameau, de Musset, de Leconte de Lisle, de Gautier, de Victor Hugo, de Prudhomme, de Richepin, de Guyau, de Rollinat, que enseguida publicará en revistas madrileñas.
Destinado el padre a Madrid el año 1888, en la ciudad de Villa y Corte se establecerá ya de manera definitiva Ricardo J. Catarineu. Aquí terminará Derecho, (una carrera que nunca ejercería), y aquí, en la capital de España desarrollará Ricardo José toda su obra literaria, poética y periodística, especializada en crítica teatral.
A principios de 1891, en plenas ínfulas parnasianas, un Ricardo José que aún no tiene los veintitrés años quiere fundar su propia revista; se supone que de alguna manera le ha de apoyar su familia en el proyecto financiero y con tales premisas se alía a un publicista, hombre inquieto y delegado de policía en Madrid, con mucho empuje y conocimiento del tema, llamado Francisco de Paula Alderete Vilches. Con él funda Fin de Siglo, revista periódica semanal editada en Barcelona cuyo primer número aparece el 22 de julio de 1891, y de no largo vuelo, pues con el último número, el 15, desaparece la revista en noviembre de ese mismo año 1891 (a pesar de ser cofundador, Ricardo solo publica un verso en el n.º 4 con su nombre -“Rima”-). Como es costumbre en la época, no figuran los nombres de los fundadores y ni siquiera el nombre del director. Entre los colaboradores figuran a lo largo de los quince números poetas como Rafael Torromé, Manuel del Palacio, Salvador Rueda, Campoamor, Joaquín Dicenta, Vicente Barrantes, Latorre, G. Sánchez, Joaquín E. Romero, Teodoro Llorente, José Echegaray, Luis de Val y Gaspar Nuñez de Arce. En una de las cartas que Catarineu escribe por este año a su amigo “Carlitos” -Carlos Fernández Shaw- le pide justamente unos versos para publicarlos en Fin de Siglo. 
Vemos a Ricardo J. Catarineu por 1895 en la tertulia de La Pecera colaborando en la revista que lleva el mismo nombre. Con motivo de un aniversario de dicha revista Federico Balart, enfermo, delega su representación en Ricardo J. Catarineu. El joven Ricardo, tras el banquete lee el verso de su maestro, que arrancó el tan entusiasta como unánime aplauso hacia el joven lector –y al verso del maestro- por parte de los cincuenta asistentes. 
Catarineu fue íntimo amigo en Madrid, junto a otros, de los poetas bohemios Manuel Paso y de Joaquín Dicenta, a los que dedica versos. Dejemos hablar a este último sobre los compartidos tiempos de juventud con Ricardo:
Fue Ricardo Catarineu un hermano del mocerío. Manolito Paso, él y yo componíamos una santa trinidad no tan santa como la del dogma católico.Éramos jóvenes y divertíamos la vida, sin perjuicio de pelearla y de ganarla. Quiere esto decir que, si éramos bohemios, no éramos sablistas, ni gorrones, como lo son ahora multitud de caballeretes que se llaman alumnos de Apolo, siéndolo de Guzmán de Alfarache. Nosotros, sin perjuicio de algunas trampas con los mozos de café y con los editores, dábamos trabajo por dinero. Poco dinero, claro está; pero con él atendíamos a las urgencias del vivir, y algunas veces nos hallábamos en condiciones de orgiarnos en clase de griegos relativos. En cambio, nos era buena cualquier hora para el ensueño artístico; para dibujar, con párrafos entusiastas y candorosos nuestro porvenir, nuestra áspera aunque incierta ascensión al templo de la gloria. Ninguno de los tres dudábamos entonces de que las puertas del templo se nos abrirían de par en par. ¿Quién duda de nada a los veinte años? Hasta la ingratitud se niega. Catarineu, más equilibrado que Manolo Paso y que yo, dejó poco a poco de hacer la existencia desordenada que, juntamente con nosotros vivía; pero no renunció al amor de la gloria y del arte; siguió peleando por él brava y honradamente.Menos,renunció a nuestra amistad
Por 1899 Ricardo J. ya era muy conocido en los ambientes literarios de Madrid. Con ocasión de una crítica a la recién aparecida edición de su poemario Los forzados (que lleva aparejada una profunda queja hacia la injusticia, social y un sentimiento místico a favor de los pobres) el articulista escribe sobre el triunfo adquirido por Catarineu, Paso, Dicenta y otros pocos. Continúa diciendo el crítico que “si Catarineu hubiera necesitado ser conocido como literato –cuya patente tiene ya muy legítimamente adquirida desde hace años- con este libro ya lo hubiera conseguido”.
Rozando el siglo XX, Ricardo J. Catarineu ya ha conocido a los escritores y poetas pioneros en España. “Una tarde – escribe- estuvimos Balart y yo con Clarín. Alas habló de Toute la lyre con un entusiasmo solo comparable a su buen gusto. ¡La cara que ponía Balart! No escucha más satisfecho cualquier hijo un elogio a su padre”.
En cuanto a la creación literaria de Ricardo J. Catarineu podría resumirse diciendo que la misma ha quedado impresa no solo en las ediciones de sus libros y poemarios, sino también en la multitud de publicaciones periódicas (diarios, revistas etc), que en sus páginas dieron fe de la ingente cantidad de poemas, artículos y trabajos de crítica teatral salidos de su pluma. Es colaborador, entre otras muchos semanarios, de revistas que se concibieron en pequeños circuitos literarios y poéticos de empuje, en Barcelona o en Madrid, y que, por final del siglo, tuvieron distinta suerte en el recorrido de su vuelo; ahí estuvieron trabajos de Catarineu en revistas como Vida Nueva, Album Salón, Germinal, Revista Nueva, La Ilustración Artística y Vida Galante. Pero la fuerza centrífuga del Madrid literario sirvió para que un entonces muy joven Ricardo J. viese publicaciones suyas en revistas de provincias como Flores y Abejas de Guadalajara, El Graduador de Alicante, El Ferrocarril de Almería o Cultura y Tolerancia en Béjar, y sobre todo en colaboraciones esporádicas del norte de España; de estas, algunas, (diario El Litoral) editadas en Asturias – patria de su madre - otras editadas en Galicia, donde su padre trabajaba como ingeniero de ferrocarriles.
Colaboraciones más maduras en revistas nacionales (en más de cincuenta de ellas) realizó Catarineu publicando versos, artículos o críticas teatrales. Entre las revistas españolas más conocidas que cuentan con trabajos de Ricardo J. pueden estar Germinal, La Ilustración española y Americana, La Ilustración Ibérica, La Ilustración Artística, La Gran Vía, Madrid Alegre, Vida Galante, El Domingo, Instantáneas, La Vida Literaria (dirigida por Benavente), entre otras. Fue asimismo colaborador asiduo de Madrid Cómico donde publicó muchísimos versos (1889 a 1903) y de Nuevo Mundo, donde escribió artículos de crítica teatral (1909 a 1914). También figuran muchas colaboraciones periódicas de Catarineu en Blanco y Negro e incluso, póstumamente, en múltiples números de La Esfera.
A más de sus colaboraciones periodísticas en diarios madrileños como El Nacional (redactor fijo durante un tiempo desde 1896), destacó en Madrid su trabajo como redactor y sobre todo como crítico teatral en La Correspondencia de España, que ejerció de manera ininterrumpida desde 1896 hasta su prematura muerte en 1915. 
La Corres era en el Madrid de la época un diario de máxima tirada a través del cual Catarineu hizo famosa su columna de crítica teatral en toda España, firmada con el seudónimo "Caramanchel". Caramanchel contribuyó en Madrid con otros muy pocos críticos compañeros a que la crítica teatral, ejercida hasta entonces, de manera genérica por gacetilleros, fuese elevada a la categoría de especialidad periodística. No debe resultar desdeñable que Ricardo Baroja, citase a Caramanchel por delante de otros excelentes críticos como Saint-Aubín o Laserna. Tampoco que su hermano Pío Baroja, cuyo juicio sobre otros contemporáneos no resultaba por lo general menos incisivo que un afilado bisturí, hiciese en sus memorias una declaración que, proviniendo de él, cualquier destinatario de la misma podría calificar de éxito rotundo:
“Ricardo Catarineu, crítico que se firmaba Caramanchel en la Correspondencia de España y que ejercía con gran solemnidad su sacerdocio periodístico"
Además de ejercer la crítica teatral en La Correspondencia de España, fue Catarineu corresponsal desde Madrid para el diario barcelonés La Vanguardia, donde publicó periódicamente sus crónicas de actualidad teatral desde 1910 a 1915, también firmadas con el sobrenombre de Caramanchel. 
Pero también desde Madrid trabajó Ricardo J. para diarios foráneos. Así mismo escribió crónicas para diarios extranjeros, y de entre ellos fue corresponsal desde España para el más puntero entonces de América: La Prensa de Buenos Aires, diario en el que pudo demostrar su capacidad de crítico teatral, convirtiéndose Caramanchel, tras los primeros cien años de independencia argentina, en el primer crítico capaz de enlazar por vez primera dramaturgos y escenarios de uno y otro lado del Atlántico (un siglo de espaldas) a través de una columna fija - “La Semana teatral” – que, escritas desde Madrid van siendo periódicamente desgranadas por Caramanchel desde los años 1910 a 1915. 
Escribió así mismo Ricardo J. Catarineu de manera asidua en una bella revista literaria de impronta modernista, Mundial Magazine, editada en París y dirigida por Rubén Darío. En esta publicación, cuyas colaboraciones fueron muy disputadas por ingente cantidad de escritores españoles e hispanoamericanos, fue Catarineu el encargado de hacer llegar a absolutamente todos los países de habla hispana, (zona geográfica de difusión de la revista) su espacio de crítica teatral (“El teatro en España”) a lo largo de un año completo, el último que la magnífica publicación tuvo de vida, hasta agosto de 1914 incluido. 
Otras revistas extranjeras que publicaron trabajos de Catarineu fueron las bonaerenses Caras y caretas, Ilustración Iberoamericana e Ilustración Sudamericana. 
Publicaron igualmente trabajos esporádicos de Ricardo J. Catarineu algunos diarios editados al otro lado del Atlántico, (fundamentalmente El Universal o El Correo Español, de México).

## Muerte
Ricardo J. Catarineu murió en Madrid a los cuarenta y siete años el 15 de enero de 1915 de una tuberculosis laríngea. Los medios informativos se hacen eco de la noticia, tratando de reflejar lo que fue la poesía, la crónica de teatro o la sombra que dejó la humanidad de Catarineu, se vuelcan hacia el poeta, hacia el crítico teatral y hacia el hombre. Vivió exclusivamente de la pluma. Hubo de escribir sus crónicas hasta el último momento, mientras miraba, herido de muerte y sin fortuna alguna, a su mujer Teodora Valero Martín hija de Juan Valero de Tornos y Sofía Martín Sedze, y sus seis hijos pequeños.
Excepto aquellas publicaciones que se editaban al margen de la literatura o el arte, todos los demás medios de comunicación de Madrid acudieron a escribir sobre Ricardo J. Catarineu en los días que siguieron a su muerte. Y no solo por su significación humana, si no por lo que representó su labor literaria. 
Los diarios de tirada vespertina fueron pioneros en dar la noticia. Posteriormente las ediciones nocturnas sacaron por la mañana temprano, casi todos en primera página, la triste noticia: “Catarineu ha muerto”. Como reguero de pólvora llegó esa muerte a todos los circuitos, las peñas y los personajes del Madrid literario y periodístico del momento.
Por supuesto que las ediciones de tales periódicos en provincias, y otros muchos que nada tenían que ver con ellos, incluso internacionales, se hicieron también eco del fallecimiento de aquel que guio la propia mano a Caramanchel.
Al año de su fallecimiento y por vez primera en la historia del periodismo, Miguel Moya, Presidente de la Asociación de la Prensa de Madrid, concede a la desamparada familia del escritor desaparecido (viuda y seis hijos), y en concepto de donación, uno de los chalets que en Carabanchel Alto ha construido una cooperativa de periodistas y cuya primera piedra colocó el Rey Alfonso XIII. En esa llamada “Colonia de la Prensa” hubo un edificio con un letrero en el que figuraron, por voluntad de todos los compañeros escritores y periodistas, las letras: ”Villa Caramanchel”. Ese chalet quedó en exclusiva para los suyos. Su obra quedó en las bibliotecas para todos los demás.
Ciento cuarenta y siete autores, con dedicatoria y firma autógrafa destinaron cada uno de sus respectivos libros a su amigo Ricardo J. Catarineu; se guardan tales obras, con sus correspondientes letras manuscritas en las portadas, en los fondos del Monasterio - Biblioteca Valenciana de San Miguel de los Reyes.
En esta biblioteca también se hallan ubicadas algunas obras originales de Ricardo J. Catarineu. 
Existen asimismo prólogos de Ricardo J. Catarineu editados en las obras completas de autores importantes (Eusebio Blasco, Villaespesa), ubicados en la Biblioteca Nacional de España, donde igualmente (como en otros muchos archivos y hemerotecas nacionales) se encuentran muchas publicaciones con sus trabajos, unos bien catalogados; otros, no registrados, se encuentran a veces con el seudónimo "Caramanchel" diseminados por diversas publicaciones.
Por otra parte, muchos artículos y crónicas de crítica teatral, no existentes en España pero editados en publicaciones extranjeras están siendo recogidos por algún investigador para su pronta publicación en nuestro país. Existen evidencias de otras muchas obras escritas por Ricardo J. Catarineu, algunas de ellas destinadas al teatro y aún por localizar antes de darlas por definitivamente perdidas.

## Poesía
Entre cientos de referencias posibles, siempre favorables a la poesía de Ricardo J, Catarineu bastarán tres de ellas, breves y casi tomadas al azar, para sintetizar la calidad de sus versos.
Sobre ellos escribe el periodista y escritor, preciadísimo en su tiempo, Manuel Bueno:
“(Catarineu)...espíritu meditativo como el de Sully Prudhomme y tierno a la manera de Lamartine… Cuando advenga el reinado de las musas, advenimiento tan probable como el de Dios, esos dos poetas le reconocerán como hermano.”
Ramiro de Maeztu escribe tras leer "Madrigales y elegías": 
“He creído oír el acento genuino del amor. He vuelto a leer, temeroso de haberme equivocado: pero no, no me he engañado. Es el amor. Es el lenguaje del amor. Todo el libro de Catarineu está escrito en este idioma.....etc."
Y el diario Las Provincias de Valencia escribe, refiriéndose al Catarineu poeta:
"Pero había otro aspecto en su personalidad que le hacía aún más simpático, porque ante todo Catarineu era un poeta inspiradísimo, lleno de ternura; un notable poeta y un admirable versificador.
Clarín, tan huraño, no fue para él parco en elogios al prologar su libro Giraldillas.”

## El Crítico
La firma de Caramanchel bajo una crónica teatral llevó implícita una garantía de seriedad y exactitud, y fue famosa en todo el Madrid de un tiempo en que decir teatro en Madrid era decir teatro en España. Si como poeta mereció portadas en algunas revistas importantes con su propia imagen dibujada por los caricaturistas en boga, también como crítico teatral la frágil figura física pero bigotuda de Caramanchel se hace acreedora a fotos y caricaturas en los diarios más importantes de Madrid.
Fueron famosas sus campañas, escritas desde la Correspondencia de España, a favor de un Teatro Nacional, a favor de un “Teatro del Arte” o a favor de la dignificación del sainete en “La semana del Sainete”. En 1906 es uno de los firmantes del manifiesto antimilitarista, en línea con Unamuno.
Es precisamente Miguel de Unamuno el que escribirá los siguientes renglones en una carta escrita en Salamanca en 1913 a Gilberto Beccari, escritor florentino, hispanista, y eximio traductor al italiano de Unamuno : 
"Para las cosas de teatros y cuanto usted quiera saber de nuestro movimiento dramático escriba a Ricardo J. Catarineu, Plaza de la Villa número 1 Madrid. Es el crítico que firma Caramanchel, el más serio y más leal. Le he escrito ya anunciándole que reescribiría usted. Fiese de él."
Como se fio de él Fernando Díaz de Mendoza cuando Caramanchel presentó a este ,en 1911, a un desconocido Francisco Villaespesa , aconsejando al famosísimo actor y director de la Compañía María Guerrero escuchar de labios de su autor el texto de "El Alcázar de las perlas" cuyo estreno tan rotundo éxito obtendría.

## Entronque de Ricardo J. en la generación del 98
Perteneció Ricardo Catarineu, de facto a lo que se llamó generación del 98. Su actitud, su amistad con los regeneracionistas, su identidad con los valores propuestos, su relación, incluso epistolar con Pérez Galdós, Unamuno o Benavente así lo demuestra. Este último, de puño y letra escribe en la anteportada de su librito “La comida de las fieras” esta dedicatoria:
"A Ricardo J. Catarineu de su buen amigo y admirador" Firma Jacinto Benavente
Rubén en su autobiografía reconoce su encuentro en el Madrid de fin de siglo con nuevos amigos : Benavente, Baroja, Ruiz Contreras, Maeztu, y “un grupo de jóvenes que habrían de adquirir un brillante nombre". Entre estos cita a los Machado, a Palomero a los hermanos González Blanco, a Cristóbal de Castro, a Candamo, a Villaespesa, a J. Ramón Jiménez, y también a Caramanchel, a Nilo Fabra y a Marquina.
.

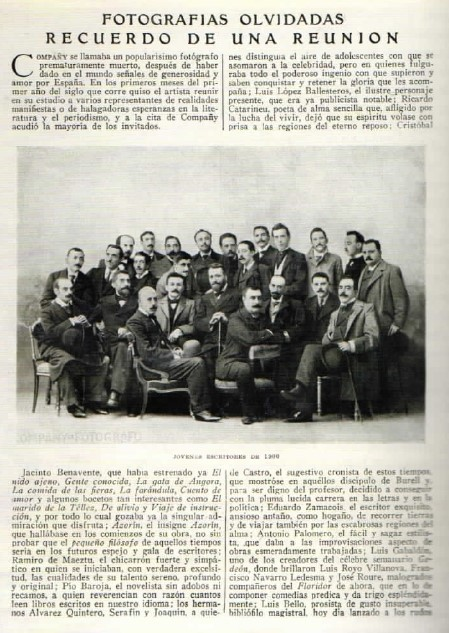
Grupo de escritores en el estudio del fotógrafo Company en marzo de 1900

Algunos de entre los jóvenes escritores citados y otros más, unidos en su reacción intelectual ante los eventos que sacudían a la nación en el invierno de 1900, hacen una comida en el madrileño Café Pombo y deciden hacerse una foto conjunta en casa del fotógrafo Company en enero de 1901. En esa foto figuran, entre otros, Antonio Paso, Ramiro de Maeztu, Pío Baroja, Palomero, Luis Bello, Bargiela, los hermanos Álvarez Quintero, el crítico teatral Gabaldón, Azorín, Ricardo J. Catarineu, Cristóbal de Castro, Eduardo Zamacois, Abati, Francos Rodríguez, Emilio Mario (Hijo) Jacinto Benavente, Enrique García Álvarez y así otros más, hasta completar veinticuatro nombres.
Se podría avalar sin esfuerzo el hecho de que Catarineu, como también su íntimo amigo y circunstancial colaborador Manuel Bueno, fuese reconocido por ciertos periodistas e intelectuales de su tiempo como absolutamente integrante de esa generación a la que Azorín llamó “del 98”. 
Publican reproducciones de textos en prosa o verso de Ricardo J. Catarineu al menos veinte ediciones de Antologías, cancioneros o libros de Selección literaria, quedando al margen las ya citadas colaboraciones en diarios y revistas.
Un columnista del diario porteño, a la muerte de Catarineu escribe desde Buenos Aires en “La Prensa”:
“ Pertenecía Catarineu al grupo de escritores modernos comprendidos en lo que allí se llama generación del 98, núcleo intelectual surgido después del desastre y que ha contribuido desde los diversos campos de la actividad intelectual a formular la crítica histórica, social y política que ha dado a aquel país nuevas orientaciones, provocando el renacimiento –ya bien visible- de las energías de la nueva España.”

## Obras principales
En lo que respecta a publicaciones propia, son más de una docena los libros de versos escritos por Catarineu, entre ellos Flechazos (poesías, Madrid, 1889), Tres noches (poema), El Tibidabo (poesía, 1890), Giraldillas (versos, 1893), Los Forzados (poesías, 1899), Estrofas (1907), Madrigales y Elegías(1913) 
La pluma de Catarineu dio al teatro piezas versificadas originales (La mentira del amor, en colaboración con Manuel Bueno, La Princesa pájaro, en colaboración con Carlos Fernández Shaw, etc.) y también originales en prosa : Los fiambres, (juguete, 1897), Venalidad (drama, 1902), El Deber (con Pedro Mata, 1906), La Sombra (con P. Mata), 1911, y alguna adaptación escénica como la novela El equipaje del rey José, de Benito Pérez Galdós y de acuerdo con él; escribió libretos en verso para ópera (Yolanda musicada por Vicente Arregui, El bautizo de la muñeca con música del maestro Vicente Serrano, y otros.

## Traducciones
Tradujo también del francés muchas obras teatrales que obtuvieron gran éxito en su representación. Tradujo a Berstein (La ráfaga y El ladrón (“Le voleur”). De François Copée tradujo Le passant (El caminante) y también El banco, y La huelga de los herreros. De Capus tradujo Mi sastre y a Victoriano Sardou, el celebrado espiritista y escritor parisiense le tradujo el sainete cómico La pista, (obra n.º 55 de este escritor y traducida con tan oportuna y eficaz visión que mientras la obra se estrenaba en Madrid en 1906 también se representaba, al tiempo, y en su idioma original en el teatro parisino Varietés, donde se mantuvo mucho tiempo en cartel); de Hermann Sudermann, alemán y diez años mayor que Ricardo, tradujo El Rincón de la dicha. También del francés tradujo versos originales de Sully Prudhomme, primer premio Nobel de literatura. Tradujo así mismo versos a otros tantos poetas y escritores: Heyjelmans, Naani, Sabatino, Teófilo Gautier, (En la playa), Richepín, Leconte de Lisle...
Del italiano tradujo Catarineu la Cena dell beffe, o “Cena de las burlas” del italiano Sem Benelli, un autor más joven que él, y tan popular en su tiempo como luego lo pudo ser Gabriele D'Annunzio. La obra, una vez traducida por Catarineu, entra a formar parte del repertorio de casi todas las compañías españolas, que a partir de entonces la representaron a lo largo de muchos años por las principales capitales de provincia. Significó la puesta en escena de "La cena de las burlas" uno de los mayores éxitos que tuvo en vida Ricardo Catarineu.
También en italiano tradujo algún poema del eximio autor italiano Giacomo Leopardi, de tan alcurnia (era marqués) como baja estatura. Del italiano tradujo así mismo los dos tomos de una de las obras del médico, antropólogo y político milanés Pablo Mantegazza, muy en boga por entonces, titulada Los amores de los hombres.